# PEC in het seizoen 1965/66
Het seizoen 1965/1966 was het 55e jaar in het bestaan van de Zwolse voetbalclub PEC. De club kwam uit in de Tweede divisie A en eindigde daarin op de zevende plaats. Ook werd deelgenomen aan het toernooi om de KNVB beker, hierin werd de club in de groepsfase uitgeschakeld.

## Wedstrijdstatistieken

### Tweede divisie A
| 1e speelronde                                              | PEC                                                              | 0 – 0         | Zwartemeer                                                                 |
| 22 augustus 1965 Plaats: Zwolle De Vrolijkheid             |                                                                  |               |                                                                            |
| 2e speelronde                                              | HVC                                                              | 0 – 2 (0 – 2) | PEC                                                                        |
| 29 augustus 1965 Plaats: Amersfoort Birkhoven              |                                                                  |               | 32' Leo Koopman 39' Theo Kok                                               |
| 3e speelronde                                              | ZFC                                                              | 0 – 2 (0 – 1) | PEC                                                                        |
| 5 september 1965 Plaats: Zaandam Westzanerdijk             |                                                                  |               | 7' Leo Koopman Ben Hendriks                                                |
| 4e speelronde                                              | PEC                                                              | 0 – 0         | Heerenveen                                                                 |
| 12 september 1965 Plaats: Zwolle De Vrolijkheid            |                                                                  |               |                                                                            |
| 5e speelronde                                              | Hilversum                                                        | 0 – 2 (0 – 1) | PEC                                                                        |
| 26 september 1965 Plaats: Hilversum Gemeentelijk Sportpark |                                                                  |               | 7', 83' Jan Brouwer                                                        |
| 6e speelronde                                              | PEC                                                              | 1 – 1 (1 – 1) | AGOVV                                                                      |
| 3 oktober 1965 Plaats: Zwolle De Vrolijkheid               | Jan Brouwer 19'                                                  |               | 37' Wim Rijkeboer                                                          |
| 7e speelronde                                              | Wageningen                                                       | 1 – 0 (1 – 0) | PEC                                                                        |
| 10 oktober 1965 Plaats: Wageningen Wageningse Berg         | Henk Janssen 9'                                                  |               |                                                                            |
| 8e speelronde                                              | De Graafschap                                                    | 3 – 1 (1 – 1) | PEC                                                                        |
| 31 oktober 1965 Plaats: Doetinchem De Vijverberg           | Ben Zweers 3' Henk van Brussel 69' (pen.) Joop Hartjes 83'       |               | 15' Herman Sterken                                                         |
| 9e speelronde                                              | PEC                                                              | 3 – 1 (0 – 0) | Veendam                                                                    |
| 12 december 1965 Plaats: Zwolle De Vrolijkheid             | Herman Sterken 53' Leo Koopman 56', 67'                          |               | 81' (pen.) Bé Kuiper                                                       |
| 10e speelronde                                             | SC Gooiland                                                      | 1 – 1 (1 – 0) | PEC                                                                        |
| 26 december 1965 Plaats: Hilversum Gemeentelijk Sportpark  | Cor Kriekaard 30'                                                |               | 82' Anton Goedhart                                                         |
| 11e speelronde                                             | PEC                                                              | 0 – 0         | Tubantia                                                                   |
| 9 januari 1966 Plaats: Zwolle De Vrolijkheid               |                                                                  |               |                                                                            |
| 12e speelronde                                             | PEC                                                              | 2 – 0 (1 – 0) | Zwolsche Boys                                                              |
| 16 januari 1966 Plaats: Zwolle De Vrolijkheid              | Gerrit Voges 17' Ben Hendriks 62'                                |               |                                                                            |
| 13e speelronde                                             | Zwartemeer                                                       | 2 – 0 (1 – 0) | PEC                                                                        |
| 6 februari 1966 Plaats: Klazienaveen Mr. Ovingstraat       | Tonny Roosken 26' Luc Gerdes 60'                                 |               |                                                                            |
| 14e speelronde                                             | PEC                                                              | 1 – 1 (1 – 0) | HVC                                                                        |
| 27 februari 1966 Plaats: Zwolle De Vrolijkheid             | Gerrit Voges 11'                                                 |               | 71' Rudi Nijenhuis                                                         |
| 15e speelronde                                             | PEC                                                              | 2 – 1 (2 – 0) | ZFC                                                                        |
| 6 maart 1966 Plaats: Zwolle De Vrolijkheid                 | Ben Hendriks 16', 42'                                            |               | 65' Joep Molenaar                                                          |
| 16e speelronde                                             | Vitesse                                                          | 1 – 0 (0 – 0) | PEC                                                                        |
| 10 maart 1966 Plaats: Arnhem Nieuw-Monnikenhuize           | Gerrit Brugmans –' (Fe.d.)                                       |               |                                                                            |
| 17e speelronde                                             | Heerenveen                                                       | 2 – 1 (0 – 0) | PEC                                                                        |
| 13 maart 1966 Plaats: Heerenveen Gemeentelijk Sportpark    | Willy Rozeboom 51' Wiebe de Jong 77'                             |               | 65' (pen.) Dries Mul                                                       |
| 18e speelronde                                             | PEC                                                              | 3 – 2 (1 – 0) | Hilversum                                                                  |
| 20 maart 1966 Plaats: Zwolle De Vrolijkheid                | Leo Koopman 37' Jan van Dam 49' Wim van der Heide 49'            |               | 81' (pen.) Peter Wiskie 88' Hans Akkerman                                  |
| 19e speelronde                                             | AGOVV                                                            | 3 – 2 (2 – 2) | PEC                                                                        |
| 27 maart 1966 Plaats: Apeldoorn Berg & Bos                 | Piet Smits 8' Kees Nijdeken 45' Piet Panman 51'                  |               | 34', 38' Leo Koopman                                                       |
| 20e speelronde                                             | PEC                                                              | 1 – 0 (0 – 0) | Wageningen                                                                 |
| 3 april 1966 Plaats: Zwolle De Vrolijkheid                 | Theo Kok 69'                                                     |               |                                                                            |
| 21e speelronde                                             | PEC                                                              | 0 – 1 (0 – 0) | De Graafschap                                                              |
| 11 april 1966 Plaats: Zwolle De Vrolijkheid                |                                                                  |               | 37' Henk van Brussel                                                       |
| 22e speelronde                                             | FC Zaanstreek                                                    | 2 – 0 (2 – 0) | PEC                                                                        |
| 17 april 1966 Plaats: Koog aan de Zaan De Koog             | Wim de Jager 18' Cees Groot 37'                                  |               |                                                                            |
| 23e speelronde                                             | Zwolsche Boys                                                    | 0 – 1 (0 – 1) | PEC                                                                        |
| 24 april 1966 Plaats: Zwolle Gemeentelijk Sportpark        |                                                                  |               | 14' Ben Hendriks                                                           |
| 24e speelronde                                             | PEC                                                              | 1 – 2 (1 – 0) | FC Zaanstreek                                                              |
| 1 mei 1966 Plaats: Zwolle De Vrolijkheid                   | Jan Brouwer 18'                                                  |               | 53' Theo Doorneveld 88' Aart Spruit                                        |
| 25e speelronde                                             | Veendam                                                          | 2 – 1 (0 – 0) | PEC                                                                        |
| 8 mei 1966 Plaats: Veendam De Langeleegte                  | Henk Wollerich 55' Jetze Pascal 83'                              |               | 71' Herman Sterken                                                         |
| 26e speelronde                                             | PEC                                                              | 6 – 2 (3 – 0) | SC Gooiland                                                                |
| 15 mei 1966 Plaats: Zwolle De Vrolijkheid                  | Jan Brouwer 26' Leo Koopman 35', 57', –' Herman Sterken 38', 55' |               | –', –' Jan van Berkel                                                      |
| 27e speelronde                                             | Tubantia                                                         | 1 – 5 (0 – 1) | PEC                                                                        |
| 19 mei 1966 Plaats: Hengelo Veldwijk                       | Bertus Strating 80'                                              |               | 23', 85' Herman Sterken 47' Anton Goedhart 49' Leo Koopman 88' Jan Brouwer |
| 28e speelronde                                             | PEC                                                              | 2 – 6 (0 – 3) | Vitesse                                                                    |
| 22 mei 1966 Plaats: Zwolle De Vrolijkheid                  | Jan Koops 62' Herman Sterken 77'                                 |               | 15' Joop Peters 23', 49', 87' Chris de Vries 42', 80' Hans Verhagen        |

### KNVB beker
| Groepsfase                                             | Zwartemeer                                 | 0 – 1 (0 – 1) | PEC                            |
| 19 september 1965 Plaats: Klazienaveen Mr. Ovingstraat |                                            |               | 30' Leo Koopman                |
| Groepsfase                                             | PEC                                        | 2 – 1 (1 – 0) | Zwolsche Boys                  |
| 7 november 1965 Plaats: Zwolle De Vrolijkheid          | Gerrit Voges 20', 61'                      |               | 87' Henk Ras                   |
| Groepsfase                                             | PEC                                        | 2 – 2 (0 – 2) | Heracles                       |
| 3 februari 1966 Plaats: Deventer Vetkampstraat         | Gerrit Voges 79' Wolfram Arnthof –' (e.d.) |               | 14' Flip Stapper 28' Epi Drost |

## Selectie en technische staf

### Selectie 1965/66
| Nr.           | Nat.               | Naam               | Competitie | Competitie | Beker      | Beker      | Totaal     | Totaal     | Seizoen    | Vorige club            | Debuut     |            |            |            |
| Nr.           | Nat.               | Naam               | W          |            | W          |            | W          |            | Seizoen    | Vorige club            | Debuut     |            |            |            |
| Doelmannen    | Doelmannen         | Doelmannen         | Doelmannen | Doelmannen | Doelmannen | Doelmannen | Doelmannen | Doelmannen | Doelmannen | Doelmannen             | Doelmannen | Doelmannen | Doelmannen | Doelmannen |
| ------------- | ------------------ | ------------------ | ---------- | ---------- | ---------- | ---------- | ---------- | ---------- | ---------- | ---------------------- | ---------- | ---------- | ---------- | ---------- |
| -             | Vlag van Nederland | Henk Buursink      | –          | 0          | –          | 0          | –          | 0          | 1e         | Tubantia               | –          |            |            |            |
| -             | Vlag van Nederland | Henk Nijland       | –          | 0          | –          | 0          | –          | 0          | 4e         | ZAC                    | –          |            |            |            |
| Verdedigers   |                    |                    |            |            |            |            |            |            |            |                        |            |            |            |            |
| -             | Vlag van Nederland | Gerrit Brugmans    | –          | 0          | –          | 0          | –          | 0          | 1e         | Heracles               | –          |            |            |            |
| -             | Vlag van Nederland | Jan van Dam        | –          | 1          | –          | 0          | –          | 1          | –          | Onbekend               | –          |            |            |            |
| -             | Vlag van Nederland | Anton Goedhart     | –          | 2          | –          | 0          | –          | 2          | 1e         | Go Ahead               | –          |            |            |            |
| -             | Vlag van Nederland | Puck van der Horst | –          | 0          | –          | 0          | –          | 0          | 1e         | Vitesse                | –          |            |            |            |
| -             | Vlag van Nederland | Jan Koops          | –          | 1          | –          | 0          | –          | 1          | –          | Onbekend               | –          |            |            |            |
| -             | Vlag van Nederland | Gerrit Schuurman   | –          | 0          | –          | 0          | 0          | 0          | 1e         | Zwolsche Boys          | –          |            |            |            |
| Middenvelders |                    |                    |            |            |            |            |            |            |            |                        |            |            |            |            |
| -             | Vlag van Nederland | Jan Brouwer        | –          | 6          | –          | 0          | –          | 6          | 1e         | AGOVV                  | –          |            |            |            |
| -             | Vlag van Nederland | Jan van Rooijen    | –          | 0          | –          | 0          | –          | 0          | 4e         | VV de Noormannen (ama) | –          |            |            |            |
| -             | Vlag van Nederland | Herman Sterken     | –          | 8          | –          | 0          | –          | 8          | –          | Onbekend               | –          |            |            |            |
| -             | Vlag van Nederland | Gerrit Voges       | –          | 2          | 3          | 3          | –          | 5          | 14e        | Willem II              | –          |            |            |            |
| Aanvallers    |                    |                    |            |            |            |            |            |            |            |                        |            |            |            |            |
| -             | Vlag van Nederland | John Abma          | –          | 0          | –          | 0          | –          | 0          | –          | KHC (ama)              | –          |            |            |            |
| -             | Vlag van Nederland | Dries Mul          | –          | 1          | –          | 0          | –          | 1          | 1e         | EDO                    | –          |            |            |            |
| -             | Vlag van Nederland | Dick van Ekeren    | –          | 0          | –          | 0          | –          | 0          | 6e         | AGOVV                  | –          |            |            |            |
| -             | Vlag van Nederland | Wim van der Heide  | –          | 1          | –          | 0          | –          | 1          | 1e         | Heracles               | –          |            |            |            |
| -             | Vlag van Nederland | Ben Hendriks       | –          | 5          | –          | 0          | –          | 5          | 2e         | Zwolsche Boys          | –          |            |            |            |
| -             | Vlag van Nederland | Theo Kok           | –          | 2          | –          | 0          | –          | 2          | –          | Onbekend               | –          |            |            |            |
| -             | Vlag van Nederland | Leo Koopman        | –          | 11         | –          | 1          | –          | 12         | 11e        | Rohda Raalte (ama)     | –          |            |            |            |
| -             | Vlag van Nederland | Joop Schuman       | –          | 0          | –          | 0          | –          | 0          | 9e         | Heracles               | –          |            |            |            |
| Nr.           | Nat.               | Naam               | W          |            | W          |            | W          |            | Seizoen    | Vorige club            | Debuut     |            |            |            |
| Nr.           | Nat.               | Naam               | Competitie | Competitie | Beker      | Beker      | Totaal     | Totaal     | Seizoen    | Vorige club            | Debuut     |            |            |            |

### Technische staf
| Naam         | Functie      |
| ------------ | ------------ |
| Wim Blokland | Hoofdtrainer |

## Statistieken PEC 1965/1966

### Eindstand PEC in de Nederlandse Tweede divisie A 1965 / 1966
| Stand | Gespeeld | Gewonnen | Gelijk | Verloren | Punten | Doelpunten voor | Doelpunten tegen |
| ----- | -------- | -------- | ------ | -------- | ------ | --------------- | ---------------- |
| 7e    | 28       | 11       | 6      | 11       | 28     | 40              | 35               |

### Topscorers
| #      | Naam              | Goal |
| ------ | ----------------- | ---- |
| 1.     | Leo Koopman       | 11   |
| 2.     | Herman Sterken    | 8    |
| 3.     | Jan Brouwer       | 6    |
| 4.     | Ben Hendriks      | 5    |
| 5.     | Anton Goedhart    | 2    |
| 5.     | Theo Kok          | 2    |
| 5.     | Gerrit Voges      | 2    |
| 8.     | Jan van Dam       | 1    |
| 8.     | Wim van der Heide | 1    |
| 8.     | Jan Koops         | 1    |
| 8.     | Dries Mul         | 1    |
| Totaal | Totaal            | 40   |

| #                | Naam                       | Goal |
| ---------------- | -------------------------- | ---- |
| 1.               | Gerrit Voges               | 3    |
| 2.               | Leo Koopman                | 1    |
| Eigen doelpunten |                            |      |
| –                | Wolfram Arnthof (Heracles) | 1    |
| Totaal           | Totaal                     | 5    |

### Punten per speelronde
| Speelronde | 1 | 2 | 3 | 4 | 5 | 6 | 7 | 8 | 9 | 10 | 11 | 12 | 13 | 14 | 15 | 16 | 17 | 18 | 19 | 20 | 21 | 22 | 23 | 24 | 25 | 26 | 27 | 28 |
| ---------- | - | - | - | - | - | - | - | - | - | -- | -- | -- | -- | -- | -- | -- | -- | -- | -- | -- | -- | -- | -- | -- | -- | -- | -- | -- |
| Punten     | 1 | 2 | 2 | 1 | 2 | 1 | 0 | 0 | 2 | 1  | 1  | 2  | 0  | 1  | 2  | 0  | 0  | 2  | 0  | 2  | 0  | 0  | 2  | 0  | 0  | 2  | 2  | 0  |

### Punten na speelronde
| Speelronde | 1 | 2 | 3 | 4 | 5 | 6 | 7 | 8 | 9  | 10 | 11 | 12 | 13 | 14 | 15 | 16 | 17 | 18 | 19 | 20 | 21 | 22 | 23 | 24 | 25 | 26 | 27 | 28 |
| ---------- | - | - | - | - | - | - | - | - | -- | -- | -- | -- | -- | -- | -- | -- | -- | -- | -- | -- | -- | -- | -- | -- | -- | -- | -- | -- |
| Punten     | 1 | 3 | 5 | 6 | 8 | 9 | 9 | 9 | 11 | 12 | 13 | 15 | 15 | 16 | 18 | 18 | 18 | 20 | 20 | 22 | 22 | 22 | 24 | 24 | 24 | 26 | 28 | 28 |

### Stand na speelronde
| Speelronde | 1   | 2  | 3  | 4  | 5  | 6  | 7  | 8  | 9  | 10 | 11 | 12 | 13 | 14 | 15 | 16 | 17 | 18 | 19 | 20 | 21 | 22 | 23 | 24 | 25 | 26 | 27 | 28 |
| ---------- | --- | -- | -- | -- | -- | -- | -- | -- | -- | -- | -- | -- | -- | -- | -- | -- | -- | -- | -- | -- | -- | -- | -- | -- | -- | -- | -- | -- |
| Stand      | 10e | 4e | 3e | 3e | 3e | 3e | 4e | 5e | 5e | 5e | 6e | 4e | 6e | 6e | 6e | 6e | 6e | 6e | 6e | 6e | 7e | 7e | 7e | 8e | 8e | 7e | 6e | 7e |

### Doelpunten per speelronde
| Speelronde | 1 | 2 | 3 | 4 | 5 | 6 | 7 | 8 | 9 | 10 | 11 | 12 | 13 | 14 | 15 | 16 | 17 | 18 | 19 | 20 | 21 | 22 | 23 | 24 | 25 | 26 | 27 | 28 | Totaal |
| ---------- | - | - | - | - | - | - | - | - | - | -- | -- | -- | -- | -- | -- | -- | -- | -- | -- | -- | -- | -- | -- | -- | -- | -- | -- | -- | ------ |
| Doelpunten | 0 | 2 | 2 | 0 | 2 | 1 | 0 | 1 | 3 | 1  | 0  | 2  | 0  | 1  | 2  | 0  | 1  | 3  | 2  | 1  | 0  | 0  | 1  | 1  | 1  | 6  | 5  | 2  | 40     |